# يوهان ياكوب هيس
يوهان ياكوب هيس هو عالم عقيدة سويسري، ولد في 21 أكتوبر 1741 في زيورخ في سويسرا، وتوفي بنفس المكان في 29 مايو 1828.